# Bernard de Clairvaux Toha Wontacien
Pour les articles homonymes, voir Toha.
Bernard de Clairvaux Toha Wontacien est un prélat béninois de l'Église catholique romaine. Il est évêque de Djougou depuis début 2022.

## Biographie

### Origines et études
Bernard de Clairvaux Toha Wontacien est né le 20 août 1970 à Abomey-Calavi Il fréquente l'école primaire et secondaire à Parakou et obtient par la suite une maîtrise en géologie. Il rejoint la communauté religieuse des Oblats de Saint François de Sales et  fait sa profession perpétuelle le 26 septembre 1998. Pendant ses études de théologie, il enseigne le latin au séminaire St. John Vianney à Pretoria,.

### Ordination et nomination
Bernard de Clairvaux Toha Wontacien reçoit le 22 juillet 2006 le sacrement de l'ordre à Parakou. Après son ordination, il est responsable de la pastorale sociale et des projets de développement à l'archevêché de Parakou jusqu'en 2011. En même temps, il a coordonné le travail de Caritas dans l'archevêché de Parakou et les diocèses du nord du Bénin. De 2007 à 2013, il est conseiller de l'archevêque sur les questions économiques et fait partie du conseil économique diocésain. Au sein de sa communauté religieuse, il est économe de la Province française de l'Ordre pour le secteur de l'Afrique de l'Ouest de 2008 à 2018. De 2013 à 2018, il est directeur du scolasticat d'Abidjan et, de 2015 à 2018, il est également conseiller provincial. À partir de 2019, il est provincial de la province française de l'Ordre des Salésiens jusqu'à sa nomination comme évêque,.
Le 12 février 2022, le pape François le nomme évêque de Djougou. L'archevêque de Parakou, Pascal N'Koué, lui confère l'ordination épiscopale le 2 avril de la même année. Les co-consécrateurs étaient le nonce apostolique au Bénin, l'archevêque Mark Gerard Miles, et l'évêque de Porto-Novo, Aristide Gonsallo,,.

### Engagements
À l’occasion de la 6e conférence ministérielle pour l’agriculture de l’Union africaine et de l’Union européenne, qui s’est tenue à Rome les 3 et 4 juillet 2025, il plaide en faveur des droits des agriculteurs et contre les exportations de pesticides européens vers l’Afrique. Il déclare notamment : « L’agriculture ne concerne pas que la productivité, mais bien plus la vie et la dignité de l’homme ».